# Raymond Asso
Raymond Asso (Nizza, 2 giugno 1901 – Parigi, 24 ottobre 1968) è stato un paroliere francese.

## Carriera
Nato a Nizza da una famiglia povera, si imbarca per il Marocco all'età di 15 anni. Ha fatto diversi lavori prima di diventare paroliere, tra cui il pastore e il gestore di discoteca.

### Il periodo con Édith Piaf
Entra nel mondo della musica nel 1933, ma conoscerà il successo solo nel 1935, grazie a Édith Piaf, la quale incide molto sulla carriera del compositore, diventa la sua amante e scrive diversi brani per lui.

È stato anche l'autore di alcune canzoni per Marie Dubas, (Le Fanion de la Légion, Mon légionnaire)

### Il dopo guerra
Mobilitato durante la seconda guerra mondiale, nello stesso periodo termina la collaborazione con Edith Piaf.

Durante il dopoguerra, Raymond Asso continua a scrivere per diversi artisti (Lucienne Delyle, Marcel Mouloudji, Renée Lebas).

Gli anni cinquanta sono molto proficui per il compositore, con numerosi successi: "Y'a tant d'amour", (Cantata da Renée Lebas) e "Un petit coquelicot", scritta per Mouloudji.

Delle numerose stelle dell'epoca, cantano con Raymond Asso: Yves Montand, (con "Ninon, ma ninette" nel 1954), Catherine Sauvage, Les Frères Jacques, (Mon ami m'a donné "il mio amico mi ha dato", Mais les vrais amoureux "ma il vero amore), Jean Bretonnière, (C'est tant pis "è troppo cattivo", c'est tant mieux  "tanto meglio", nel 1954), Odette Laure, (Je suis nerveuse "sono nervosa" nel 1955), Tino Rossi (Mon printemps "mia primavera", nel 1956 e O ma mie o ma Mireille), André Dassary (Des pays merveilleux "dei paesi meravigliosi").

## Opere
- 1947 Évangiles, Asso, Raymond - dessins de Jean Boullet, Paris, Éditions du Trois-Mâts
- 1952 Récréation, Asso, Raymond, Paris, Nouvelles éditions Méridian
- 1950 Le Sixième évangile, Asso, Raymond, C. R. Denoel, Paris

## Discografia
- 1952
  - La légende du Père-Noël - conte: Livre-disque, Asso, Raymond, Musique de Claude Valéry, France Adès - Le Petit ménestrel
  - Silhouettes
- 1953 Chansons d'hier et d'aujourd'hui
- 1959 Le joli Noël du petit ressort de montre

## Testi
- 1936 Mon amant de la Coloniale
- 1937
  - Mon légionnaire
  - Un jeune homme chantait
  - J'entends la sirène
  - Le Chacal
  - Le contrebandier
  - Le mauvais matelot
  - Partance
  - Tout fout l'camp
- 1938
  - Le fanion de la Légion
  - Paris-Méditerranée
  - C'est lui que mon cœur a choisi (avec Paul Colline)
  - Le grand voyage du pauvre nègre
  - Les marins ça fait des voyages
  - Madeleine qu'avait du coeur
- 1939
  - Elle fréquentait la rue Pigalle
  - Je n'en connais pas la fin
  - Le petit monsieur triste
  - Les deux copains
  - Browning
- 1940
  - On danse sur ma chanson
  - C'est l'histoire de Jésus
  - La java du bonheur du monde
- 1950 Y'a tant d'amour
- 1952 Comme un petit coquelicot
- 1954
  - Ninon, ma ninette
  - C'est tant pis, c'est tant mieux
- 1955
  - Berceuse pour demain
  - Je suis nerveuse
- 1956
  - Mon cœur battait
  - Mon ami m'a donné
  - Mais les vrais amoureux
  - Mon printemps
  - O ma mie o ma Mireille
  - Des pays merveilleux
  - Un petit bouquet de violettes
- 1960 La chanson du Marsupilami
- 1963 Si les tambours